# All You Need Is Love
«All You Need Is Love» (укр. «Все, що тобі потрібно це кохання») — популярна американо-британська пісня, написана Джоном Ленноном в 1967 році, хоча офіційно приписується авторському дуету Леннон — Маккартні. Вперше виконана гуртом «The Beatles» 25 червня 1967 року на закритті першого в історії телебачення живому глобальному концерт-шоу BBC «Наш світ», за яким в той момент орієнтовно спостерігали понад 400 млн. глядачів з 25 країн світу. 27 листопада 1967 року випущена на студійному альбомі «Magical Mystery Tour». Пізніше — на синглі, разом з піснею «Baby, You're a Rich Man». Композиція багаторазово з'являлася на вершині чарту в Сполученому Королівстві, США та ФРН, і займає 362 позицію в списку 500 найкращих пісень усіх часів за версією журналу «Rolling Stone».